# Polypodium adnatum
Polypodium adnatum là một loài thực vật có mạch trong họ Polypodiaceae. Loài này được Kunze ex Klotzsch miêu tả khoa học đầu tiên năm 1847.